# Giacomo Durando

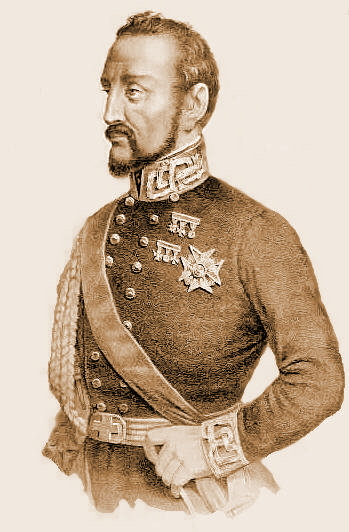
Giacomo Durando

Giacomo Durando (Mondovi, 4 de fevereiro de 1807 - Roma, 1894) foi um político italiano e chefe do exército romano durante a primeira guerra da independência conhecida como Risorgimento. Como político foi presidente do Senado Italiano no período de 1886-1887.